# ناتالي الونسو كاسال
ناتالي الونسو كاسال (بالهولندية: Nathalie Alonso Casale)‏ هي مونتيرة ومخرجة وممثلة هولندية، ولدت في 1970 بباريس في فرنسا.

## وصلات خارجية
- ناتالي الونسو كاسال على موقع IMDb (الإنجليزية)
- ناتالي الونسو كاسال على موقع ألو سيني (الفرنسية)
- ناتالي الونسو كاسال على موقع أول موفي (الإنجليزية)
- ناتالي الونسو كاسال على موقع قاعدة بيانات الأفلام السويدية (السويدية)
- ناتالي الونسو كاسال على موقع ديسكوغز (الإنجليزية)
- ناتالي الونسو كاسال على موقع قاعدة بيانات الفيلم (الإنجليزية)
- ناتالي الونسو كاسال على موقع كينوبويسك (الروسية)